# Pak Pong Ju
Pak Pong Ju (kor. 박봉주, ur. 24 października 1939) – premier Korei Północnej od 3 września 2003 do 11 kwietnia 2007 i ponownie od 1 kwietnia 2013 do 11 kwietnia 2019. Zanim po raz pierwszy stanął na czele rządu sprawował funkcję ministra przemysłu chemicznego.
Pak rozpoczął karierę zawodową w 1962 roku, jako menedżer w zakładach spożywczych w Ryongch’ŏn (prowincja P’yŏngan Północny). W październiku 1980 roku został zastępcą członka Komitetu Centralnego Partii Pracy Korei. W lipcu 1983 objął stanowisko szefa kombinatu chemicznego w Hamhŭng. W maju 1993 roku został wicedyrektorem Wydziału Przemysłu Lekkiego KC PPK, a w marcu 1994 roku – zastępcą szefa Wydziału Nadzoru nad Polityką Gospodarczą. W lipcu tego samego roku Pak Pong Ju znalazł się na odległym, 188. miejscu wśród 273 członków konduktu pogrzebowego, który zawiązał się po śmierci przywódcy KRLD, Kim Ir Sena. Przypuszczało się, że przy okazji publikowania takich list, Korea Północna ogłaszała nieformalne rankingi państwowych elit. Miejsca w kondukcie pogrzebowym miały odzwierciedlać pozycje faktycznie zajmowane w strukturze władzy. Jednak we wrześniu 1998 roku, Pak został mianowany ministrem bez teki w rządzie Hong Sŏng Nama, w którym odpowiadał za przemysł chemiczny. Następnie formalnie pełnił urząd ministra przemysłu chemicznego, aż do chwili otrzymania nominacji na szefa rządu.
11 kwietnia 2007 roku Koreańska Centralna Agencja Prasowa poinformowała, że podczas V sesji Najwyższego Zgromadzenia Ludowego XI kadencji Pak Pong Ju został zwolniony z funkcji premiera rządu. Jego następcą został Kim Yŏng Il. Wcześniej Pak nie pokazywał się publicznie od maja 2006 roku. To w południowokoreańskich i zachodnich mediach wywołało podejrzenia, że został zdymisjonowany za niegospodarność przy podziale oleju napędowego, który przeznaczono dla rolnictwa. Według innych spekulacji co do powodów odejścia Pak Pong Ju z rządu, wymieniano zbytnią podatność na sugestie Chińczyków, co do sposobu prowadzenia polityki gospodarczej państwa.
23 sierpnia 2010 The New York Times napisał, że Pak Pong Ju powrócił do pełnienia najważniejszych funkcji państwowych, po wyborze na pierwszego zastępcę jednego z wydziałów w Komitecie Centralnym Partii Pracy Korei. Dziennik powołał się przy tym na informacje podane przez państwową telewizję Korei Północnej.